# Candice Lill
Candice Lill (nacida Candice Neethling, Durban, 15 de febrero de 1992) es una deportista sudafricana que compite en ciclismo de montaña en la disciplina de campo a través. Ganó dos medallas en el Campeonato Mundial de Ciclismo de Montaña en Maratón, en los años 2023 y 2024.

## Medallero internacional
| Campeonato Mundial | Campeonato Mundial        | Campeonato Mundial | Campeonato Mundial |
| Año                | Lugar                     | Medalla            | Competición        |
| ------------------ | ------------------------- | ------------------ | ------------------ |
| 2023               | Glasgow (Reino Unido)     | Medalla de plata   | Campo a través     |
| 2024               | Snowshoe (Estados Unidos) | Medalla de bronce  | Campo a través     |